# مدينة رقمية
المجتمع الرقمي أو الجماعة الرقمية  Digital Community أو المدينة الرقمية (الجماعة الذكية Smart Community، ومدينة المعلومات والمدينة الإلكترونية e-city) هي مصطلحات ذات طبيعة واحدة تشير إلى مجتمع رقمي مترابط يجمع بين البنية التحتية لاتصالات ا لنطاق العريض، وبنية الحوسبة الخدمية Service-oriented infrastructure تقوم على أساس معايير الصناعة المفتوحة ومرنة، والخدمات المبتكرة لتلبية احتياجات الحكومات والعاملين فيها والمواطنين والشركات. ويتميز البعد الجغرافي (حيز) للمجتمعات الرقمية بالتفاوت والتنوع: بحيث يمكن أن تتمدد تلك المجتمعات من منطقة بالمدينة إلى تجمع متروبولي متعدد الملايين من البشر.
في الوقت الذي تعتبر فيه البنية التحتية اللاسلكية عنصراً أساسيا من عناصر البنية التحتية للمدينة الرقمية، إلا أنها في الواقع ليست سوى خطوة أولى من خطواتها. فقد تتطلب المدينة الرقمية بنية تحتية ذات نطاق عريض سميك السلك، وهي أكثر بكثير من كونها مجرد شبكة. وتوفر المدينة الرقمية خدمات حكومية قابلة للتشغيل البيني على الإنترنت والتي تمكن من التواصل مع أي مكان لتحويل العمليات الحكومية الرئيسية، داخليا كان ذلك عبر الإدارات والموظفين أو خارجياً للمواطنين والشركات. ويمكن الوصول إلى خدمات المدينة الرقمية من خلال الأجهزة اللاسلكية المحمولة ويتم تمكينها (تشغيلها) من قبل بنية شركة موجهة لتقديم الخدمات بما في ذلك خدمات الويب (web)، ولغة الرقم القابلة للامتداد (XML) وتطبيقات البرامج المرنة المعبأة أو المجهزة.
أجريت أبحاثاً على المدن الرقمية من قبل العديد من المنظمات، بما في ذلك مختبر معهد ماساتشوستس لتكنولوجيا المدن الذكية، والمؤسسة العالمية للمجتمعات الذكية؛ URENIO وحدة البحوث ومختبر شبكات المعلومات العالمية، UNICAMP.